# Douglas Aircraft Company
Douglas Aircraft Company fue un fabricante aeroespacial estadounidense asentado en el sur de California, fundado por Donald Douglas en julio de 1921.
Famosa por la serie de transportes y aviones comerciales "DC" (Douglas Commercial), incluyendo uno de los más importantes aviones de transporte de la Segunda Guerra Mundial, el DC-3. Douglas fabricó también muchos aviones para el USAAC y la US Navy.
Inicialmente la compañía fabricó torpederos para la marina estadounidense, pero desarrolló variantes de esos aviones incluyendo aviones de reconocimiento y para transporte de correo. En cinco años la compañía paso a fabricar 100 aviones al año. Entre los empleados de la temprana Douglas estaban Edward Heinemann, James Kindelberger, y John Northrop. La compañía se expandió en la fabricación de aviones anfibios a finales de los años  20. El complejo industrial de Santa Mónica (California) era tan grande que las chicas que llevaban el correo interno lo llevaban con patines.
En 1933 Douglas sacó al mercado su avión comercial bimotor Douglas DC-1, en 1934 el DC-2 y más tarde el famoso DC-3 en 1935.
En 1967 la compañía se fusionó con McDonnell Aircraft Corporation para formar la McDonnell Douglas y que en 1997 pasó a formar parte de la Boeing Company.

## Aviones
- DT-1 (1921)
- DWC (1923), modificación del anterior que realizó la primera circunnavegación aérea del planeta, durante 175 días, recorriendo más de 42.000 kilómetros.[2]
- O-2 (1924)
- M-1 (1925)
- T2D (1927)
- BT-1/BT-2 (1930)
- Dolphin (1930)
- O-31 (1930)
- B-7/O-35 (1931)
- XT3D (1931)
- DC-1 (1933)
- DC-2 (1934)
- B-17 Fortress, bajo licencia de Boeing
- B-18 Bolo (1935)
- DC-3 (1935)
- TBD Devastator (1935)
- A-20 Havoc (1938)
- B-23 Dragon (1939)
- DC-4 (1939)
- DC-5 (1939)
- SBD Dauntless (1940)
- A-26 Invader (1941)
- BTD Destroyer (1943)
- XA-42/XB-42 (1944)
- A-1 Skyraider (1945)
- C-74 Globemaster (1945)
- XB-43 (1946)
- DC-6 (1946)
- D-558-1 Skystreak (1947)
- D-558-2 Skyrocket (1948)
- F3D Skyknight (1948)
- A2D Skyshark (1950)
- F4D Skyray (1951)
- A-3 Skywarrior (1952)
- X-3 Stiletto (1952)
- A-4 Skyhawk (1954)
- B-66 Destroyer (1954)
- DC-7 (1953)
- F5D Skylancer (1956)
- C-133 Cargomaster (1956)
- DC-8 (1958)
- DC-9 (1965)
- DC-10 (1970)
- AC-47 Spooky (1965)

## Misiles
- Roc I
- Nike Ajax (1959)
- Zeus
- Nike Hercules
- Honest John
- Thor
- Thor Delta
- Saturn S-IVB stage